# Lucio Anneo Seneca il Vecchio
Lucio Anneo Seneca, detto il Vecchio, oppure il Retore (Corduba, 54 a.C. circa – Roma, 39 d.C. circa), è stato uno scrittore, retore e storico romano. 
Era il padre del più noto Seneca il Giovane.

## Biografia
Di agiata famiglia equestre di origine italica, arrivò a Roma giovanissimo nel 43 a.C. dove, a parte alcuni brevi soggiorni a Cordova (sua città natale) rimase per tutta la vita. Durante la giovinezza si formò presso le scuole di declamazione, conoscendovi Marco Porcio Latro, con il quale ebbe stretti rapporti per tutta la vita. Il suo oratore preferito era Cicerone, disapprovando così la tendenza alla spettacolarizzazione dell'oratoria tipica del suo tempo.
Nel 10 a.C. Seneca sposò Elvia, da cui ebbe tre figli: Marco Anneo Novato, che fu governatore dell'Acaia, Lucio Anneo Seneca il famoso filosofo e scrittore, e Marco Anneo Mela, padre del poeta Lucano.
A dispetto del soprannome retore datogli in età moderna, non risulta in realtà che abbia mai insegnato retorica egli stesso; la sua opera consiste piuttosto in una raccolta degli insegnamenti ricevuti in gioventù. Pur non essendo scrittore professionista, decise di trasmettere le proprie memorie e conoscenze ai figli in forma scritta, per aiutarli, come egli stesso affermava, ad "addestrarsi al foro e alle magistrature".
Risulta, anche dalle sue opere, che Seneca morì intorno al 39 d.C., quasi centenario.

## Opere
L'unica opera di Seneca il Vecchio a noi pervenuta, sia pure in parte, venne da lui riunita sotto il titolo Oratorum et rhetorum sententiae, divisiones, colores, cioè "Le tesi sostenute nelle opere degli oratori e dei retori, la distribuzione della materia, il colorito e lo stile dell'esposizione". Il piano dell'opera comprendeva dieci libri di Controversiae e un libro di Suasoriae: a noi sono giunte le Controversiae, sette Suasoriae ed alcuni estratti degli altri scritti. Si tratta di vere e proprie lezioni pratiche di eloquenza e di retorica, che forniscono un quadro preciso della formazione culturale di uno studente del tempo, analizzata da Seneca soprattutto nelle prefazioni premesse a ciascun libro, in cui l'autore discute le caratteristiche dei vari retori, che spesso aveva conosciuto di persona.
Seneca il Vecchio fu autore anche di un'opera storica a lungo considerata interamente perduta, le Historiae ab initio bellorum civilium. Nel maggio 2018 l'esame e la ricomposizione dei frammenti carbonizzati di un antico papiro (conservato alla Biblioteca Nazionale di Napoli) hanno portato la filologa Valeria Piano alla scoperta della loro paternità, e al riconducimento degli stessi all'unica opera storica del Retore. L'opera narrava la storia romana dall'inizio delle guerre civili fino ai tempi dell'autore, e fu pubblicata da Seneca il Giovane premettendovi un'introduzione in cui parla del padre e dell'opera: in essa, come si apprende da Lattanzio, la storia di Roma era narrata seguendo una metafora biologica, che assimilava le varie fasi della storia romana alle fasi della vita e che fu ripresa da Floro nella sua Epitoma:
(Lattanzio, Divinae institutiones, VII 15 - trad. A. D'Andria)